# معهد البحوث والدراسات حول العالم العربي والإسلامي
معهد البحوث والدراسات حول العالم العربي والإسلامي (IREMAM) هو وحدة بحثية مختلطة تضم جامعة آكس مرسيليا والمركز الوطني الفرنسي للبحث العلمي (CNRS). يركز عمله على التاريخ وعلم الاجتماع والجغرافيا والأنثروبولوجيا والقانون والعلوم السياسية في العالمين العربي والإسلامي.
يقع داخل دار البحر الأبيض المتوسط للعلوم الإنسانية (1997)، في حرم جاس دي بوفان الجامعي في آكس أون بروفانس. ويديره حاليا فنسنت جيسر وكريستين موسارد. 

## تاريخ
تأسس المعهد عام 1986، وهو وريث العديد من المراكز القديمة التي أسست منذ عام 1958 في آكس أون بروفانس، وهو مركز أبحاث متعدد التخصصات على الشاطئ الجنوبي للبحر الأبيض المتوسط. ويؤكد إنشائه توسع العمل في العالم الإسلامي المتوسطي بأكمله، والذي تركز في البداية على شمال إفريقيا والمكانة المتنامية التي تحتلها تخصصات العلوم الاجتماعية في معرفة المجتمعات المعاصرة. وهو أحد أكبر مراكز الأبحاث الفرنسية في هذا الجزء من العالم.
لدى المعهد مهمة معقدة تتمثل في البحث والتوثيق والتدريب البحثي واستقبال ونشر المعرفة. ويستفيد من دعم حوالي أربعين موظفًا دائمًا - باحثين ومدرسين باحثين ومهندسين وفنيين - ودعم شبكة كبيرة من الأعضاء المنتسبين.
وهو أيضًا مختبر مضيف للدكتوراه، ملحق باثنتين من كليات الدكتوراه بجامعة آكس مرسيليا، والوحدة المضيفة لأربعة رسائل ماجستير بحثية. يتم تدريب حوالي خمسين طالبًا من جميع الجنسيات على المهن البحثية في العلوم الإنسانية والاجتماعية.

## الإدارة
تتكون إدارة البحوث في المعهد من 4 أقطاب و3 محاور مستعرضة و4 برامج متعاقد عليها و5 مجلات مستضافة.
4 أقطاب هي:
1. تاريخ العالمين العربي والإسلامي.
2. اللغات والأدب واللغويات.
3. العلوم الاجتماعية المعاصرة.
4. الإسلام.

المحاور العرضية هي:
1. الحقيقة الدينية في العالمين العربي والإسلامي: الجهات الفاعلة والممارسات.
2. البحث والإبداع.
3. المدرسة والتعليم: ممارسات وطرائق وشروط العلاقة مع الدولة.

برامج المعهد هي:
1. أنر سامية (2023-2026): "رفع الدعم في المغرب العربي والشرق الأوسط: العلاقات السياسية وتحولات الدولة والحماية الاجتماعية بعد الانتفاضات العربية"، بتنسيق ماري فانيتزل.
2. أنر بريديمو (2024-2027): "قواعد الوعظ: المعجم، رسم الخرائط، التدريج (الشرق الأوسط، القرنين العشرين والحادي والعشرين)"، بتنسيق نوريج نوفو.
3. أنر ليبول، الآداب الشعبية في المشرق (2020-2024)، تنسيق إياس حسن (جامعة السوربون) ومحمد بخوش.
4. البحث من خلال الاستماع (2021-2025): إريمام والمدرسة العليا للفنون في آكس أون بروفانس (وزارة الثقافة والاتصال / اتفاقية إطارية للمركز الوطني للبحث العلمي)، بتنسيق سيدريك باريزو.

المجلات الخمس المستضافة هي:
1. سنة المغرب العربي
2. مجلة مكافحة أطلس
3. الموسوعة البربرية
4. مجلة العالمين الإسلاميين والبحر الأبيض المتوسط (REMMM)
5. العلوم والفيديو

## تكوين
يشارك المعهد في درجة الماجستير "اللغات والمجتمعات، العوالم العربية والإسلامية والحامية السامية"، قسم دراسات الشرق الأوسط ، جامعة آكس مرسيليا وفي الدكتوراه في مجالات أبحاث المعهد.

## المذكرات و المراجع
1. 1 2 3 4 5 6  معرف البنية البحثية الفرنسية: 201220307A.
2. 1 2  وصلة مرجع: https://data.enseignementsup-recherche.gouv.fr/explore/dataset/fr-esr-repertoire-national-structures-recherche/information/. الوصول: 3 يوليو 2024.
3. ↑  معرف البنية البحثية الفرنسية: 201220307A. الوصول: 17 يونيو 2023.
4. ↑  مذكور في: French National Directory of Research Structures. الناشر: وزارة التربية الوطنية الفرنسية.
5. ↑  "MMSH – Maison Méditerranéenne des Sciences de l'Homme" (بfr-FR). Archived from the original on 2021-07-05. Retrieved 2021-07-27.{{استشهاد ويب}}:  صيانة الاستشهاد: لغة غير مدعومة (link)
6. ↑  "Département d'études moyen-orientales (DEMO) | Faculté des Arts, Lettres, Langues, Sciences humaines". allsh.univ-amu.fr. مؤرشف من الأصل في 2024-01-10. اطلع عليه بتاريخ 2021-07-26.